# Mort d'Ayrton Senna

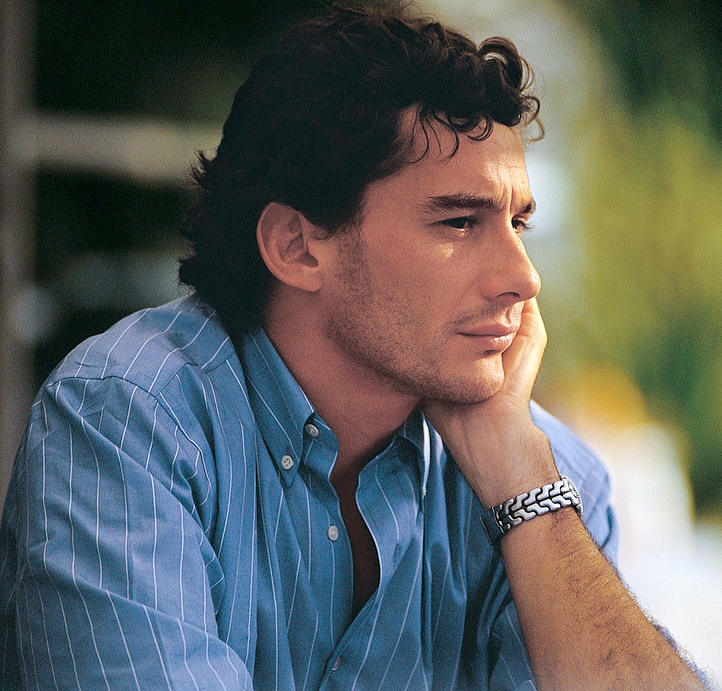
Ayrton Senna (1990)

Le triple champion du monde de Formule 1 Ayrton Senna meurt le 1er mai 1994 à la suite d'un accident à haute vitesse dans le virage de Tamburello sur l'Autodromo Enzo e Dino Ferrari d'Imola, au sixième tour du Grand Prix de Saint-Marin, alors qu'il est en tête de la course. 
La veille, Roland Ratzenberger s'est tué lors des qualifications. Sa mort et celle de Senna sont les pires événements d'un week-end émaillé d'accidents sévères. Aucun décès n'avait été constaté en Grand Prix depuis 1982 ; depuis ce jour, seul le Français Jules Bianchi mort le 17 juillet 2015 est décédé des suites d'un accident de Formule 1.
La mort d'Ayrton Senna, dont la cause officielle est la conséquence de la rupture de la colonne de direction de sa monoplace Williams FW16-Renault, dans un accident vu en direct par des millions de téléspectateurs, provoque une émotion mondiale et entraîne une profonde modification de la règlementation de la Formule 1 sur les aspects de sécurité, ainsi que la renaissance de l'association des pilotes de Grand Prix.

## Contexte: la saison 1994
Champion du monde pour la quatrième fois en 1993 sur Williams-Renault, Alain Prost a pris sa retraite et laisse sa place à Senna qui quitte McLaren Racing pour rejoindre l'écurie britannique concurrente fin 1993. Présenté comme le favori du championnat 1994, au volant d'une voiture plus rétive que prévu, Senna est dominé par Michael Schumacher lors des deux premières courses de la saison, où il obtient malgré tout à chaque fois la pole position. 
La Williams-Renault FW16, privée des assistances électroniques au pilotage (suspensions actives, anti-patinage, etc.) interdites depuis la fin de la saison précédente, exploite mal la puissance de son moteur. Les deux premières courses de la saison se soldent par deux abandons de Senna, avec un tête-à-queue au Grand Prix du Brésil et un accrochage au Grand Prix du Pacifique.

## Premier accident mortel à Imola

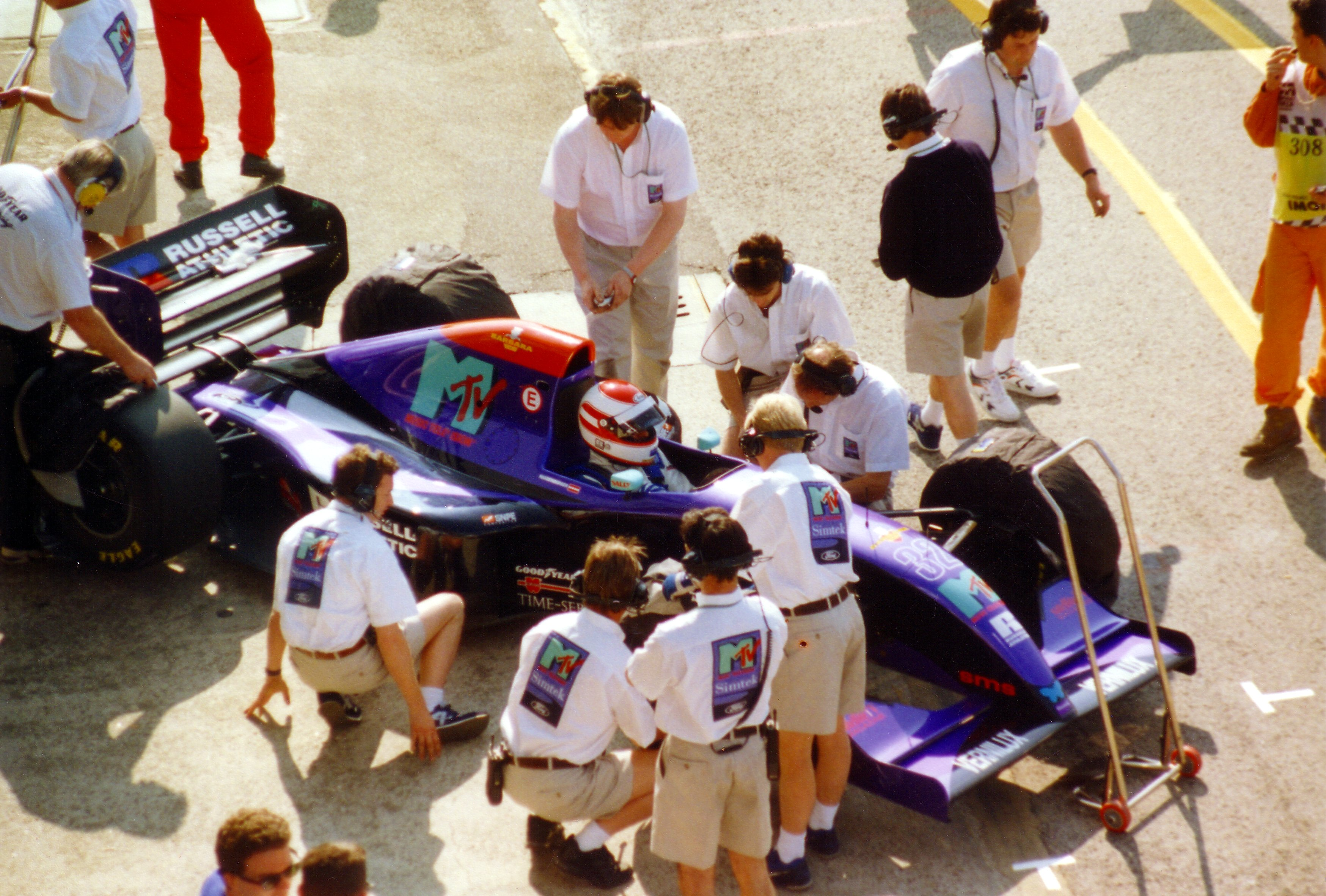
Roland Ratzenberger dans sa Simtek le jour de son accident mortel

La Villeneuve curva, lieu de l'accident de Ratzenberger.

Le Grand Prix de Saint-Marin, troisième épreuve de la saison, disputé sur le tracé d'Imola en Italie les 29, 30 avril et 1er mai 1994, est une succession de drames. Le vendredi, le jeune Rubens Barrichello (Jordan) effectue une violente cabriole et se blesse au bras. Le samedi, lors des essais qualificatifs, où Senna signe sa soixante-cinquième et dernière pole position, le pilote autrichien Roland Ratzenberger est victime d'un accident mortel au volant de sa Simtek-Ford, juste après avoir perdu un aileron, dans le virage de Tosa.
Roland Ratzenberger est très certainement tué sur le coup, mais son décès n'est constaté officiellement que lors de son transfert hors du circuit. Or, selon la loi italienne, s'il avait effectivement été constaté sur place, la piste d'Imola aurait été placée sous scellés aux fins d'inspection et d'enquête, ce qui aurait entraîné le report du Grand Prix. 
Senna monte alors à bord d'une voiture de la direction de course et se rend sur les lieux de l'accident pour discuter avec des commissaires. Il est rappelé à l'ordre pour ce geste le dimanche matin, par courrier de la FIA, les officiels considérant qu'il n'avait rien à faire sur place. Profondément affecté par ce drame et éprouvant un mauvais pressentiment, il confie au téléphone à sa compagne Adriana Galisteu qu'il n'a pas envie de courir. Le professeur Sid Watkins, à la tête de l'équipe médicale sur les circuits de Formule 1, rappelle dans ses mémoires qu'Ayrton Senna a pleuré sur son épaule à l'annonce de la mort de Ratzenberger. Watkins tente de persuader Senna de ne pas courir le lendemain, lui disant qu'il est triple champion du monde, le plus rapide et qu'il ferait mieux de « se mettre à la pêche » (« What else do you need to do? You have been world champion three times, you are obviously the quickest driver. Give it up and let's go fishing »). Senna lui rétorque qu'il n'a pas le contrôle sur certaines choses et qu'il doit continuer (« Sid, there are certain things over which we have no control. I cannot quit, I have to go on. »).
Lors du repas du samedi soir, pris avec son agent Julian Jakobi et son ami autrichien Gerhard Berger, Senna demande à ce qu'un drapeau autrichien lui soit remis pour qu'il puisse le brandir sur le podium en hommage à Ratzenberger en cas de victoire.

## Ayrton Senna trouve la mort en course

Senna perd le contrôle de sa monoplace dans le virage de Tamburello, le premier après la ligne de départ.

Au briefing des pilotes, Ayrton Senna retrouve le Français Érik Comas, qu'il a secouru à Spa en 1992, pour lui proposer une entrevue à Monaco afin de parler de sécurité ; visiblement, Senna a l'intention de reformer un comité de pilotes inspiré de l'ancienne Grand Prix Drivers' Association. Il en discute également avec Michael Schumacher et Gerhard Berger à la sortie de ce briefing. Le dimanche midi, il traverse tout le paddock et rejoint le motorhome Renault pour demander à Alain Prost de le rejoindre afin de lui parler de ses interrogations sur la sécurité et de ses doutes sur la possibilité de contenir la Benetton Formula de Schumacher avec sa Williams.
Outre les accidents de Barrichello et de Ratzenberger, JJ Lehto et Jean Alesi ont déjà été victimes de violentes sorties entrainant des blessures lors de l'intersaison. Karl Wendlinger à Monaco et Andrea Montermini à Barcelone seront, peu après, également violemment accidentés. Le changement de réglementation avec le retrait subit de l'assistance électronique au pilotage a rendu les monoplaces de l'année 1994 dangereuses à manier. De plus, beaucoup de circuits n'ont plus été aménagés depuis plusieurs saisons, étant donné qu'aucun pilote de Formule 1 n'a été tué depuis Elio De Angelis en 1986.
Le dimanche 1er mai, au départ, dès le feu vert, Pedro Lamy percute JJ Lehto sur la grille ; des débris s'envolent par-dessus les grillages de sécurité, touchent des spectateurs et un policier. La course est immédiatement neutralisée et la voiture de sécurité emmène donc la meute des monoplaces au ralenti durant cinq tours avant de s'écarter. Après un seul tour à pleine vitesse, talonné par la Benetton de Michael Schumacher mais en tête au début de cette septième boucle, Ayrton Senna perd le contrôle de sa monoplace qui part tout droit dans la courbe ultra-rapide de Tamburello avant de percuter un mur de béton avec une rare violence (210 km/h lors de l'impact), à 14 h 18. Alors que Senna reçoit des soins d'urgence à même la piste avant d'être héliporté vers l'hôpital Maggiore de Bologne, le Grand Prix va à son terme après une interruption d'une vingtaine de minutes, non sans qu'un nouveau drame se produise dans les stands lorsque, à onze tours de la fin, la Minardi de Michele Alboreto perd une roue qui blesse plusieurs mécaniciens. 
Des rumeurs circulant autour du circuit indiquent que Senna est sauf, mais il n'y a aucun moyen de le soigner compte tenu de la gravité de ses blessures et de sa « mort cérébrale » constatée dès son arrivée à l'hôpital. Deux heures après la collision, l'état de Senna est très critique : coma profond, front enfoncé, multiples fractures au crâne. Par la suite, le pilote est transféré à l'hôpital Bellaria, spécialisé dans la neurochirurgie, où une opération au cerveau, « de la dernière chance », doit être tentée.
Le décès est officiellement prononcé peu après 18 h 30. La cause directe de la mort résulte d'une circonstance malheureuse : sous la violence du choc, le triangle supérieur de la suspension avant de la monoplace s'est brisé et est allé frapper, tel un sabre, la visière du casque. Selon l'autopsie, cette pièce a perforé le visage de Senna sous l'arcade sourcilière droite provoquant ainsi des lésions irréversibles au cerveau et une forte hémorragie.
La Williams FW16 de Senna, ramenée aux stands, est bâchée. Un officiel, qui examine la voiture, retrouve un drapeau autrichien dans le cockpit, que le pilote brésilien avait embarqué pour rendre hommage à Roland Ratzenberger.

## Cause officielle de l'accident: rupture de la colonne de direction

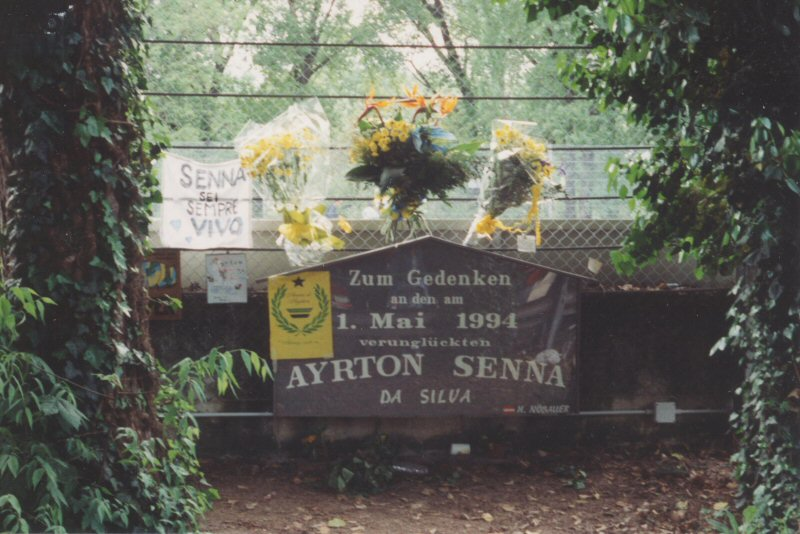
Mémorial Ayrton Senna sur le circuit d'Imola

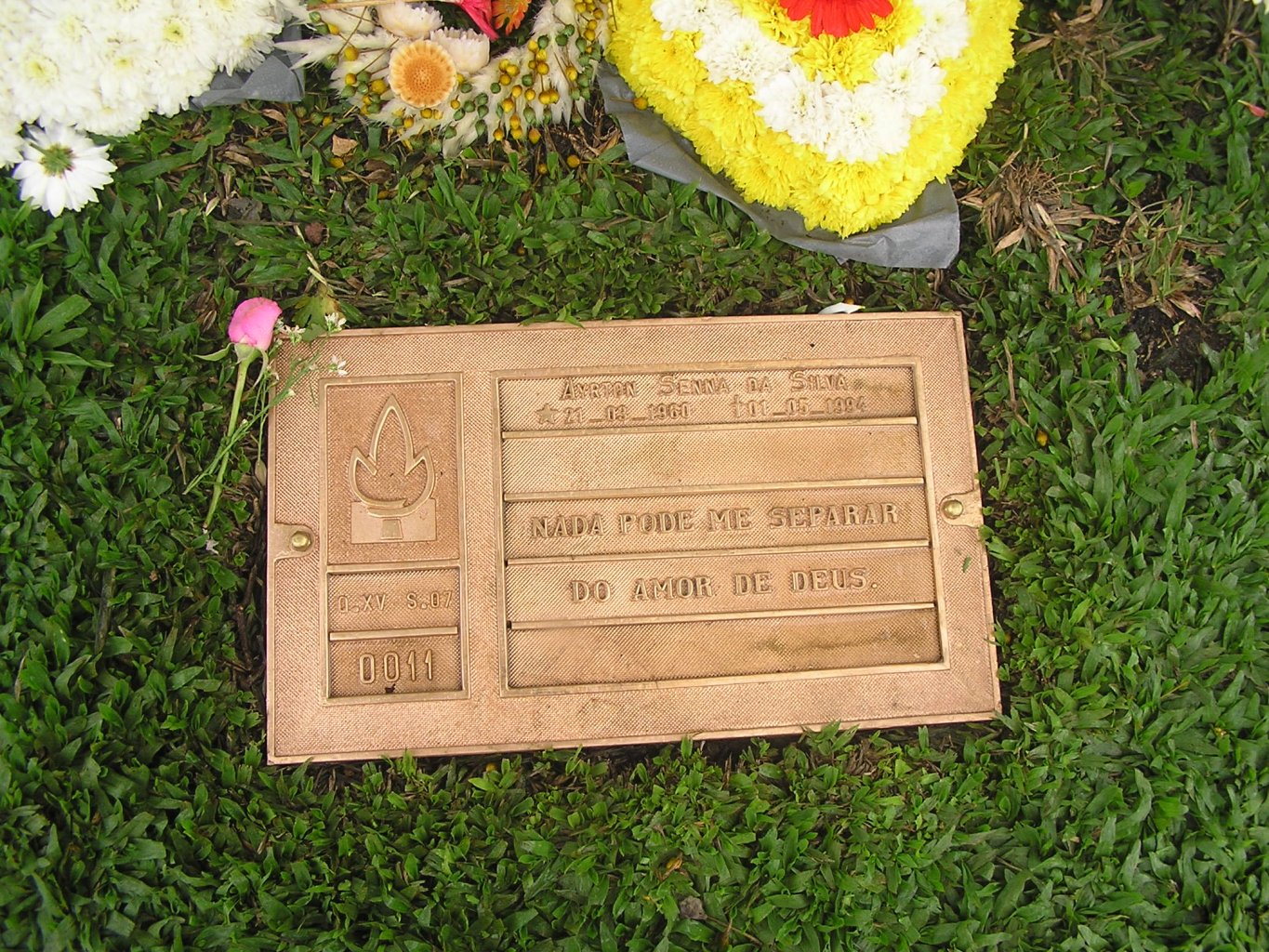
La tombe d'Ayrton Senna au cimetière de Morumbi à São Paulo

La cause officielle de l'accident est une rupture de la colonne de direction de la monoplace. Senna avait lui-même exigé que cette colonne soit retouchée pour améliorer son confort de pilotage. La Williams FW16 étant une évolution de la FW14 de 1991, le cockpit n'avait pas changé depuis l'époque où Nigel Mansell en avait choisi la position de conduite, avec un volant près du corps. Alain Prost dit avoir souffert dans le cockpit de la FW15 en 1993. Le même problème arriva à Senna sur la FW16. Cette position provoquant chez le Brésilien une tétanie du haut du corps, notamment lors du Grand Prix du Brésil 1994, il demanda que le volant soit éloigné et il fallut réduire la longueur de la colonne de direction. 
La modification ayant été réalisée dans l'urgence, une mauvaise soudure serait la cause de la rupture de la colonne de direction sollicitée à pleine vitesse dans Tamburello. Les principaux responsables de l'écurie Williams, Frank Williams (le propriétaire de l'écurie), Patrick Head (le copropriétaire et directeur technique de l'écurie) et Adrian Newey (le concepteur de la voiture) sont alors traduits devant la justice italienne. À l'issue d'une longue procédure de près de dix années, la justice prononce l'acquittement des divers intéressés.
D'autres hypothèses ont été avancées, comme un malaise de Senna, qui avait l'habitude de piloter en apnée sur de longues portions, ou celle qui évoque une chute de la pression des pneumatiques (due à un possible passage sur un débris présent sur la piste, ou tout simplement en raison de la baisse de rythme consécutive aux nombreux tours couverts sous safety-car juste avant le drame). La baisse de pression des pneus aurait alors entraîné une diminution de la garde au sol de la voiture. Cette dernière, au passage d'une bosse, aurait « talonné » : le fond-plat de la voiture venant directement au contact de la piste, la voiture, privée de l'adhérence produite par l'effet de sol, se serait transformée en luge, devenant incontrôlable), expédiant Senna hors-piste.
Son coéquipier de l'époque, Damon Hill, a évoqué une possible faute de la part de Senna. Il ne s'agirait pas d'une faute de pilotage mais d'une trop grande prise de risque. En effet, durant les essais, Senna lui aurait conseillé de ne pas passer trop à l'intérieur de la courbe du Tamburello du fait des nombreuses bosses. Leurs Williams ayant une garde au sol et un débattement de suspension assez faible, elles les supportaient mal. Pourtant pendant la course, Senna prit l'intérieur de cette courbe avec des pneus refroidis par l'attente derrière le safety-car. Cela peut s'expliquer par le contexte : Senna avait déjà 20 points de retard sur Schumacher au championnat et, selon Alain Prost, il soupçonnait la Benetton de l'Allemand de disposer d'un système d'anti-patinage illégal. Senna aurait donc pris un risque avec sa Williams mal née pour essayer de réduire l'écart sur Schumacher. De là sa voiture aurait talonné en « effet surf » et l'aurait projeté dans le mur.
Le matin du Grand Prix, Senna, réconcilié avec Prost qui a rejoint les commentateurs sportifs de la chaîne de télévision TF1, lui a adressé un message amical en direct alors qu'il effectuait un tour de circuit commenté ; « Before the beginning, a special hello to my... our dear friend Alain. We all miss you Alain ! » (« Avant de commencer [le tour, ndlr], un bonjour spécial à mon... à notre cher ami Alain. Tu nous manques à tous, Alain ! »)

## Obsèques et hommages
L'État brésilien décrète un deuil national. Le jour de ses obsèques à Sao Paulo, sur la route du cimetière de Morumbi, le cortège funèbre avance au milieu de centaines de milliers de personnes. Le cercueil d'Ayrton Senna est porté en terre par les pilotes, Jackie Stewart, Emerson Fittipaldi, Gerhard Berger, Thierry Boutsen, Michele Alboreto, Rubens Barrichello, Roberto Moreno et Alain Prost.
Parmi les hommages à Senna vus par des centaines de millions de téléspectateurs, il y a celui de l'Équipe du Brésil de football le 17 juillet 1994 sur la pelouse du Rose Bowl de Pasadena (États-Unis). Sitôt disputée et remportée la finale de la Coupe du Monde face à l'Italie (0-0, 3 t.a.b à 2), Dunga et ses partenaires se rassemblent au milieu du terrain derrière une banderole où est écrit « SENNA... ACCELERAMOS JUNTOS, O TETRA É NOSSO! », ce qui signifie « Senna, nous accélérons ensemble, le quatrième est à nous ! ». Le Brésil remporte en effet son quatrième titre mondial, tandis que Senna visait une quatrième couronne des pilotes en démarrant cette saison 1994. Cette victoire lui est dédiée.